# Ley Karin
La Ley Nº. 21.643 sobre prevención, investigación y sanción del acoso laboral, sexual o de violencia en el trabajo, más conocida como la Ley Karin (llamada así por la mujer del mismo nombre) es una ley chilena que modifica el código laboral para investigar y sancionar el acoso laboral, sexual y violencia laboral.
Fue aprobada en 2023 por el Congreso chileno como un proyecto de ley, siendo apoyado por múltiples parlamentarios de la Democracia Cristiana, el Partido Socialista, independientes, entre otros, tales como Daniela Cicardini, Camila Musante o Alberto Undurraga, y siendo finalmente sancionada en 2024 por Gabriel Boric.

## Historia
La ley fue despachada en el Congreso Nacional el 3 de diciembre de 2023, como iniciativa de la diputada Érika Olivera por el caso de Karin Salgado, mujer quién se suicidó en 2019 a causa de acoso laboral en el Hospital Herminda Martin de Chillán mientras ejercía sus funciones como TENS. 
El 18 de marzo de ese mismo año, el Presidente Gabriel Boric había mostrado su apoyo al proyecto de ley.
Finalmente, el 5 de enero de 2024, el presidente Gabriel Boric Font promulgó la ley, declarando:

“El cambio que hoy se hace es también cultural, de hacer visible lo hasta ahora invisible, de aprender a respetarnos y cuidarnos para vivir mejor, más felices.”